# Bioindikatori
Bioindikatori (grč. bios - život + lat. indicare - otkriti, pokazati; engl. bioindicators), organizmi koji su prikladni za dokazivanje pristunosti i djelovanja nekih štetnih tvari u okolišu. Osjetljiviji su na štetne tvari od drugih organizama i tako prije njih upozoravaju na prisutnost štetnih tvari.

## Primjeri
Lišajevi su najbolji indikatori čistoga zraka, nedostatak lišajeva ukazuje na zagađenje zraka sumporovim (IV) oksidom.
Normalna lišajska flora raste u zoni bez onečišćenja, u područjima onečišćenja uopće ih nema, dok se u zoni u kojoj se onečišćenje još osjeća pojavljuju otporni lišajevi.
Stupanj onečišćenja nekog vodenog ekosustava određen na temelju strukture njegove životne zajednice je biološka procjena stupnja onečišćenja. Analizom životne zajednice u kojoj pojedine vrste mogu poslužiti kao indikatori stupnja onečišćenja, dobiva se uvid u kvalitetu vode.